# Istanbul (provincie)
Istanbul of Istanboel (Turks: İstanbul) is een provincie in Turkije. De provincie is 6370 km² groot en had volgens de volkstelling van 2009 officieel 17.018.735 inwoners. De provincie bevat voornamelijk stedelijk gebied van de agglomeratie Istanbul en zijn voorsteden. Het gebied is bestuurlijk ingedeeld in verschillende districten.
De Gouden Hoorn en de Bosporus splitsen de stad in feite in drie delen, twee delen op het Europese continent en één op het Aziatische. Van de twee Europese delen bevat de westelijke helft de oude stad (Constantinopel). Deze is onderverdeeld in de districten Fatih en Eminönü. Verder ten westen en ten noorden hiervan bevinden zich de districten Eyüp, Bayrampaşa, Gaziosmanpaşa, Esenler, Bağcılar, Güngören, Zeytinburnu, Bahçelievler, Bakırköy, Avcılar en Küçükçekmece.
Het gedeelte van de stad oostelijk van de Gouden Hoorn was waar in de Osmaanse tijd de door Venetiaanse handelaren bewoonde wijk Galata lag. Dit is tegenwoordig ingedeeld in de gemeente Beyoğlu. Verder ten noorden en oosten hiervan liggen de gemeentes Şişli, Kağıthane, Sarıyer en Beşiktaş.
Op het Aziatische deel van de stad, ten slotte, bevinden zich de districten Üsküdar, Kadıköy, Beykoz, Ümraniye, Maltepe, Kartal, Pendik en Tuzla.
Adalar is een apart district dat de Prinseneilanden bevat.

## Bestuurlijke indeling
| Detailkaart                          |
| ------------------------------------ |
|                                      |
| Districten van de provincie Istanbul |

| District | District      | Inwoners | Oppervlakte  | Continent |
| -------- | ------------- | -------- | ------------ | --------- |
|          | Adalar        | 16.325   | 11,05 km²    |           |
|          | Ataşehir      | 416.529  | 25,23 km²    | Azië      |
|          | Beykoz        | 245.647  | 310,36 km²   | Azië      |
|          | Çekmeköy      | 299.806  | 148,09 km²   | Azië      |
|          | Kadıköy       | 467.919  | 25,09 km²    | Azië      |
|          | Kartal        | 475.042  | 38,54 km²    | Azië      |
|          | Maltepe       | 523.137  | 52,97 km²    | Azië      |
|          | Pendik        | 743.774  | 179,99 km²   | Azië      |
|          | Sancaktepe    | 492.804  | 62,42 km²    | Azië      |
|          | Sultanbeyli   | 360.702  | 29,14 km²    | Azië      |
|          | Şile          | 48.537   | 781,72 km²   | Azië      |
|          | Tuzla         | 293.604  | 123,63 km²   | Azië      |
|          | Ümraniye      | 723.760  | 45,31 km²    | Azië      |
|          | Üsküdar       | 517.348  | 35,33 km²    | Azië      |
|          | Arnavutköy    | 336.062  | 450,35 km²   | Europa    |
|          | Avcılar       | 437.221  | 42,01 km²    | Europa    |
|          | Bağcılar      | 719.071  | 22,36 km²    | Europa    |
|          | Bahçelievler  | 567.848  | 16,62 km²    | Europa    |
|          | Bakırköy      | 220.476  | 29,64 km²    | Europa    |
|          | Başakşehir    | 509.915  | 104,30 km²   | Europa    |
|          | Bayrampaşa    | 268.850  | 9,61 km²     | Europa    |
|          | Beşiktaş      | 169.022  | 18,01 km²    | Europa    |
|          | Beylikdüzü    | 409.347  | 37,78 km²    | Europa    |
|          | Beyoğlu       | 218.589  | 8,91 km²     | Europa    |
|          | Büyükçekmece  | 276.572  | 139,17 km²   | Europa    |
|          | Çatalca       | 80.007   | 1.115,13 km² | Europa    |
|          | Esenler       | 427.901  | 18,43 km²    | Europa    |
|          | Esenyurt      | 978.007  | 43,13 km²    | Europa    |
|          | Eyüp          | 420.194  | 228,42 km²   | Europa    |
|          | Fatih         | 356.025  | 15,59 km²    | Europa    |
|          | Gaziosmanpaşa | 483.830  | 11,76 km²    | Europa    |
|          | Güngören      | 269.944  | 7,21 km²     | Europa    |
|          | Kağıthane     | 445.672  | 14,87 km²    | Europa    |
|          | Küçükçekmece  | 792.030  | 37,54 km²    | Europa    |
|          | Sarıyer       | 344.250  | 175,39 km²   | Europa    |
|          | Silivri       | 221.723  | 869,52 km²   | Europa    |
|          | Sultangazi    | 532.802  | 36,30 km²    | Europa    |
|          | Şişli         | 264.736  | 10,71 km²    | Europa    |
|          | Zeytinburnu   | 280.896  | 11,59 km²    | Europa    |